# Lucin (Zwoleń)
Pour les articles homonymes, voir Lucin.
Lucin (prononciation : [ˈlut͡ɕin]) est un village polonais de la gmina de Tczów dans le powiat de Zwoleń de la voïvodie de Mazovie dans le centre-est de la Pologne.

## Histoire
De 1975 à 1998, le village appartenait administrativement à la voïvodie de Radom.